# Dalja
Der Kibbuz Dalja (hebräisch דַּלִיָּה Daljah, deutsch ‚Ranke‘), auch Dalia, liegt im Norden Israels am Rande der Jesreelebene in Galiläa an den südöstlichen Ausläufern des Karmelgebirges und etwa 30 km südöstlich von Haifa. Er ist 1939 aus den beiden ehemaligen Kibbuzim Bama’ale und Bamifne hervorgegangen. Der Name des Kibbuz geht auf das ehemalige arabische Dorf Dalijat-el-Rucha zurück, dessen Land durch den Jüdischen Nationalfonds von arabischen Landbesitzern erworben wurde. Anfangs bestand die Bevölkerung aus 160 Erwachsenen und 14 Kindern, 2018 betrug die Einwohnerzahl 801. Heute ist der Kibbuz bekannt für seine Seifen- und Chemikalienproduktion; er besitzt einige Ferienhäuser für Gäste und es finden israelische Volksfeste statt.

## Geschichte

### Vorgeschichte

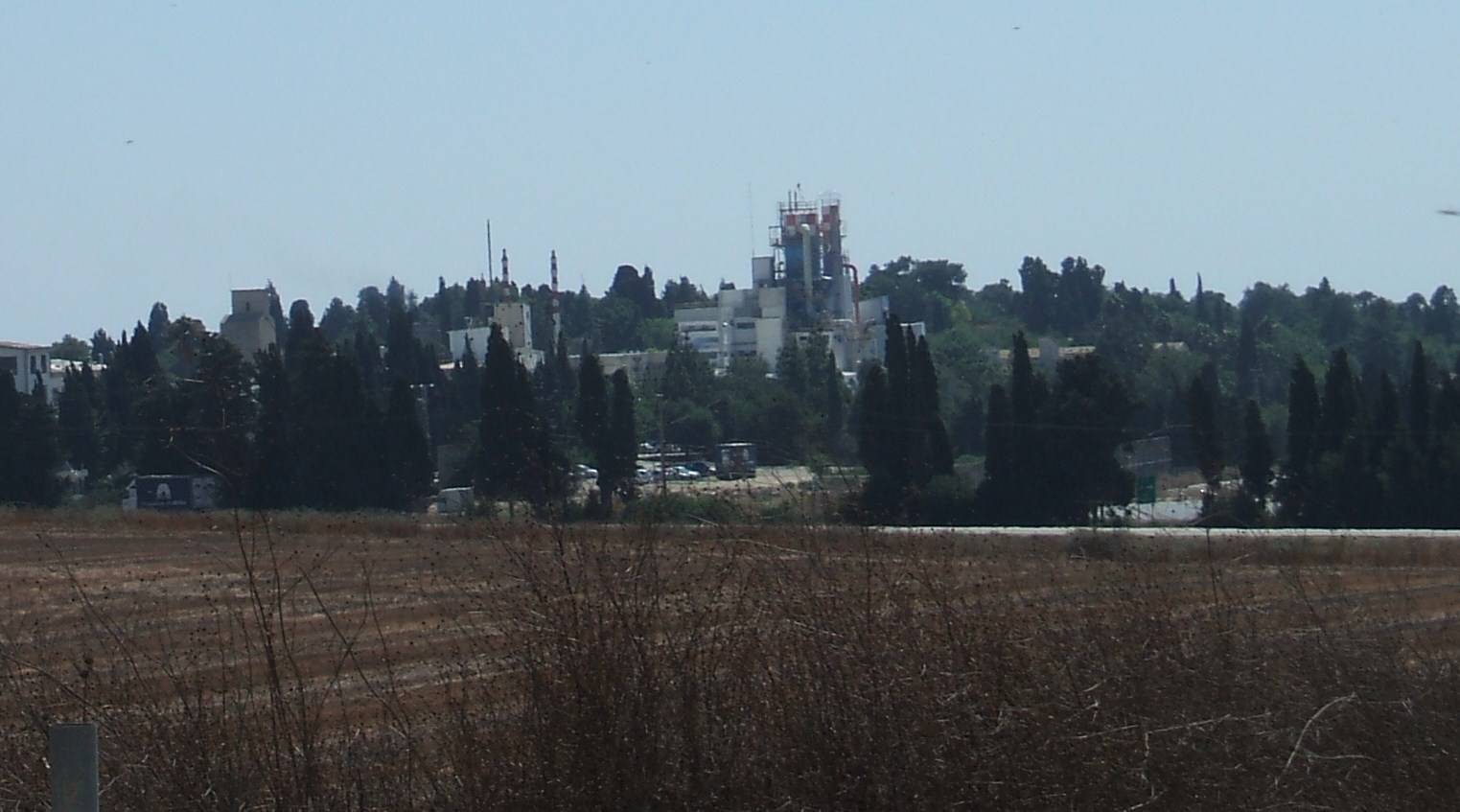
Dalja, 2010

Der Kibbuz Dalja entstand durch den Zusammenschluss zweier Kibbuzim, die der HaSchomer HaTzair (eine internationale sozialistisch-zionistische Jugendorganisation) nahestanden. Der erste Kibbuz Bama’ale bestand hauptsächlich aus immigrierten Mitgliedern aus Rumänien, insbesondere Transsilvanien, von denen viele eine landwirtschaftliche oder industrielle Ausbildung hatten. Die ersten von ihnen erreichten Israel 1933, mussten aber zunächst auf die Erlaubnis der Jewish Agency warten, um dauerhaft siedeln zu dürfen. Der zweite Kibbuz Bamifne in Karkur bestand aus deutschen Mitgliedern. Diese wurden teilweise in Dänemark landwirtschaftlich ausgebildet, viele von ihnen hatten jedoch in Deutschland, Frankreich oder England studiert. Dieser Kibbuz wurde ebenfalls 1933 gegründet. Seine Mitglieder arbeiteten hauptsächlich in der Landwirtschaft, als Bauarbeiter im nahe gelegenen Dorf Gan HaSchomron oder als Hafenarbeiter in Haifa.
Am 26. April 1939 wurde beschlossen, die beiden Kibbuzim Bama’ale und Bamifne zusammenzulegen und am 1. Mai desselben Jahres wurde Dalja in Ramat Menasche gegründet.

### Entwicklung des Kibbuz
Dalja wurde als eine der letzten Turm-und-Palisaden-Siedlungen mit 160 erwachsenen Mitgliedern und 14 Kindern gegründet. Steiniger, trockener Boden und ein einziger Brunnen des ehemaligen arabischen Dorfes bildeten schwierige Startbedingungen, die aber überwunden werden konnten. Es wurden kleine Anlagen zur Seifen- und Reinigungsmittelproduktion sowie eine Fabrik für Wasserzähler gebaut, welche Dalja zu einem der ersten Kibbuzim mit industrieller Produktion machten. Das eng mit dem Wirken von Gurit Kadman und Rivka Sturman  verbundene Tanzfest Hag Habikurim, eine Art Erntedankfest, fand hier 1944 seinen Ursprung und gewann schnell an Popularität. 1947 kamen mehrere Zehntausend Zuschauer aus ganz Israel, um mehrere hundert Tänzer zu sehen. 1950 wurde ein neuer Brunnen gebohrt, der den Zugang zu größeren Wasservorkommen gewährleistete. Etwa 600.000 m² Wald aus Kiefern, Zypressen und Johannisbrotbäumen wurden angepflanzt.
Die staatliche Wassergesellschaft bohrte 1950 direkt am Kibbuz und stieß in 374 m Tiefe auf große Wasservorkommen, die eine Förderung von 300 m³ Wasser pro Stunde erlauben. Weitere Bohrungen folgten und veränderten Landwirtschaft, chemische Produktion sowie das Leben der Bewohner erheblich. Noch heute zählt die chemische Industrieanlage „Zohar Dalia“ zu den bedeutenden in Israel, auch wenn sie mit Modernisierungsproblemen zu kämpfen hat. Die Bevölkerungszahl des Kibbuz ist stetig leicht abnehmend.

## Personen
- Mirjam Michaelis (1908–2004), im Kibbuz ab 1938, auch Schriftstellerin